# Jabłoń-Dobki
Jabłoń-Dobki – wieś w Polsce położona w województwie podlaskim, w powiecie wysokomazowieckim, w gminie Nowe Piekuty.
Zaścianek szlachecki Dobki należący do okolicy zaściankowej Jabłonia położony był w drugiej połowie XVII wieku w powiecie brańskim ziemi bielskiej województwa podlaskiego. W latach 1975–1998 miejscowość administracyjnie należała do województwa łomżyńskiego.
Wierni kościoła rzymskokatolickiego należą do parafii św. Apostołów Piotra i Pawła w Jabłoni Kościelnej.

## Historia wsi

### Do 1939

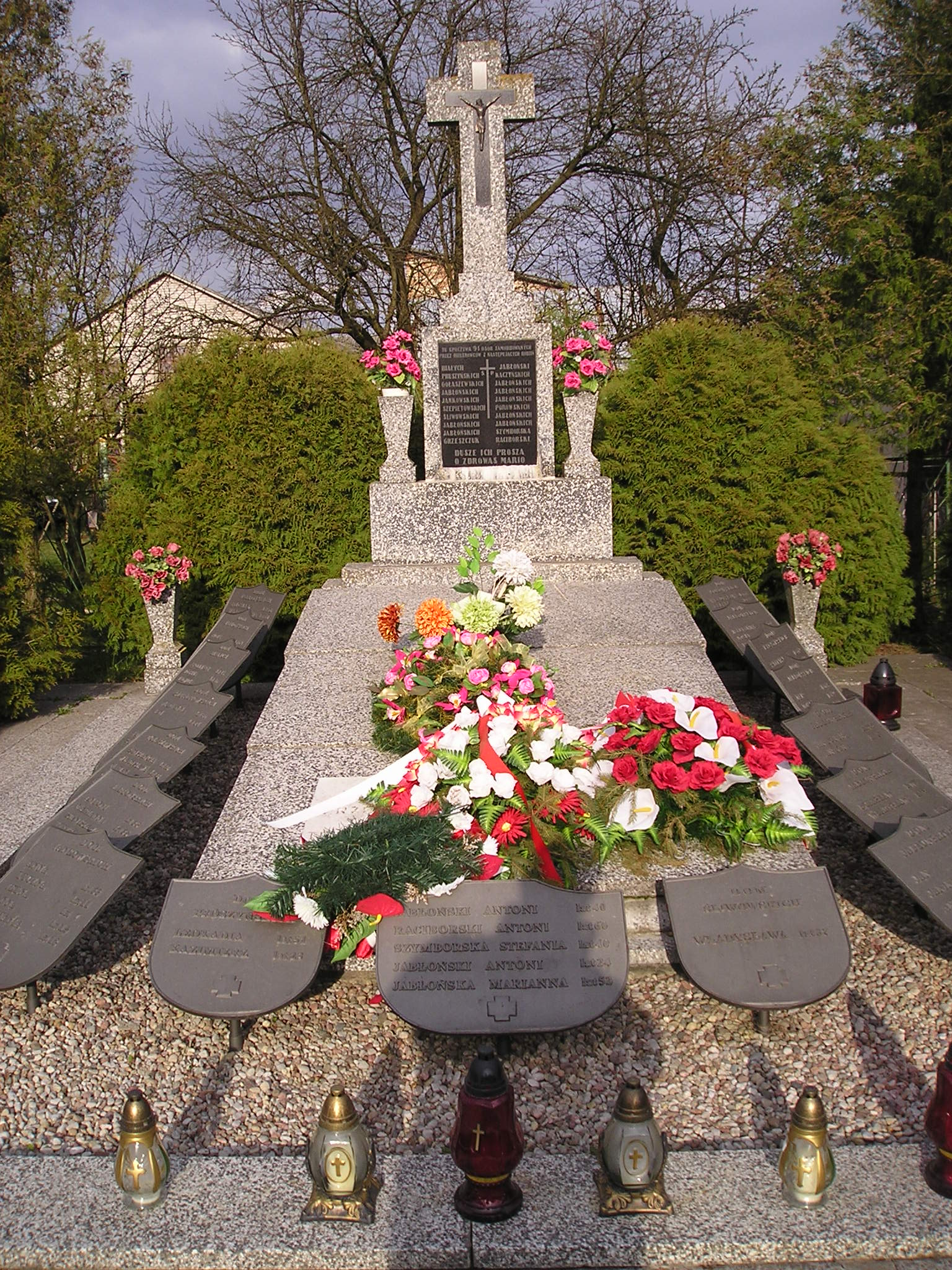
Mogiła, Miejsce Pamięci we wsi Jabłoń-Dobki

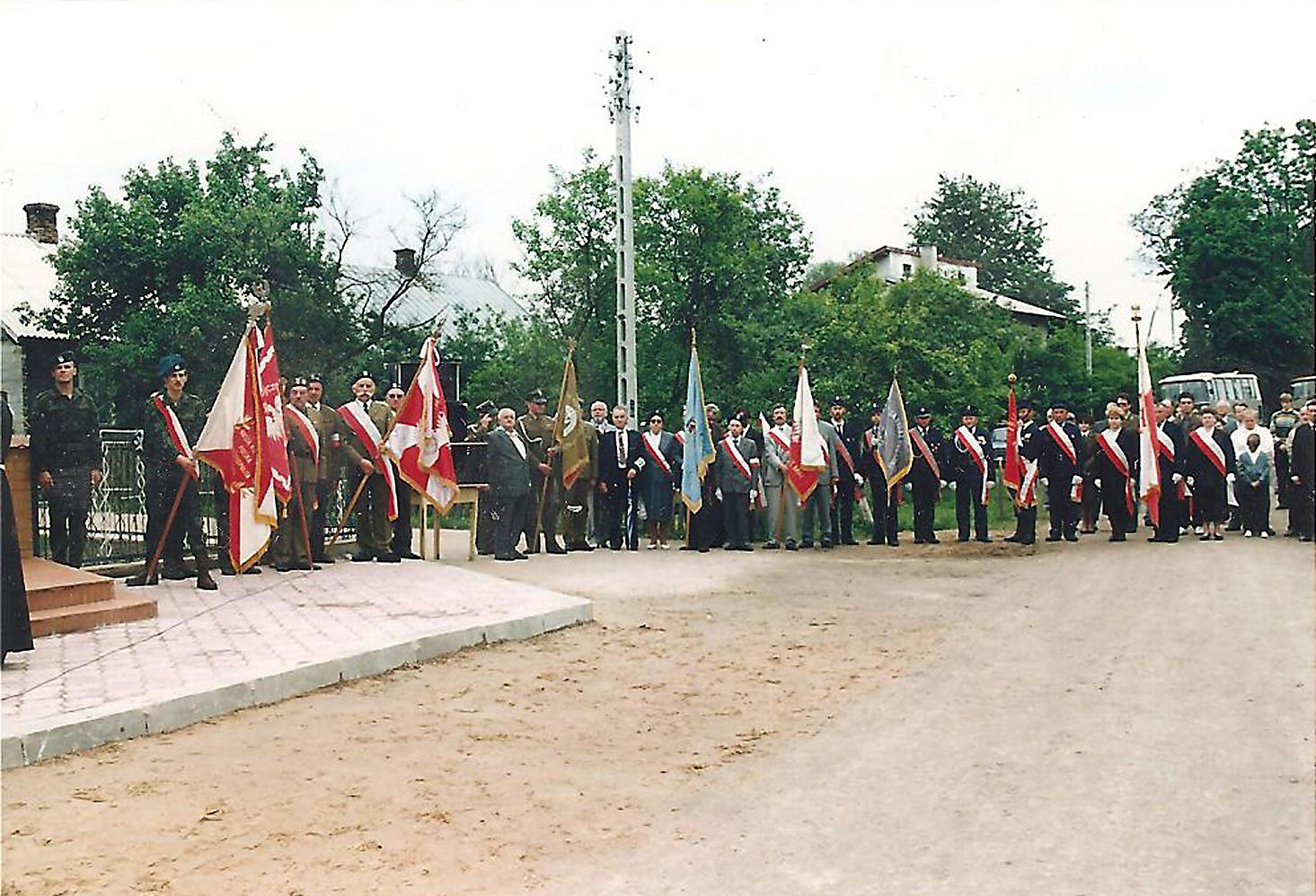
Fragment Pocztów Sztandarowych, 60. Rocznica Pacyfikacji Wsi Jabłoń Dobki

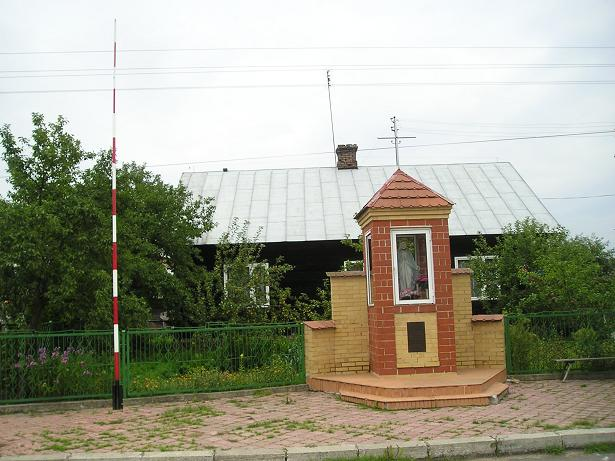
Kapliczka przydrożna w Jabłoni-Dobkach

Na popis szlachty Wielkiego Księstwa Litewskiego w 1528 wystawiono 1 konnego jeźdźca ze wsi Seło Jabłońskich Dobowe. Wymieniono Bernata Dobkowicza, czyli syna Dobka. Nazwa wsi pochodzi zapewne od takiego imienia. W 1548 do urzędu w Brańsku stawili się: Domarat i Bernard, którzy pisali się de Jabłouia Dobki. Rycerze z Jabłoni-Dobków składali przysięgę na wierności królowi polskiemu w 1569. Prawdopodobnie w tym czasie przyjęli herb Dąbrowa i nazwisko Jabłońskich.
W czasie spisu z 1580 podatek płacił szlachcic Dobek (1 włóka) od nowo zakupionych pól Domaratowizny (dawna własność Domarata) oraz Grzegorzowizny (w sumie 3 morgi). We wsi ziemię posiadali także: Szepietowski Jakub – który pisze się także z Brzósek (par. Dąbrowska), Tomasz Kikolski (5 włók) oraz Jakub Malik Jabłoński (3 włóki). Spis podatkowy z 1629 wymienia: Andrzeja i Mateusza, Mateusza i Ambrożego (oba na półwłóczku) oraz Piotra Purgela, który posiadał jednego poddanego chłopa. Kolejny spis z 1635 przekazuje, że Andrzej i Mateusz płacili z domów, z inszemi cześnikami, na włóce i ćwierci zł 4.
W innych dokumentach są wymienieni:
- Stanisław Jabłoński – komornik ziemski bielski (1658). Dziedziczył na Jabłoni Dąbrowie i Dobkach
- Adam – podsędek bielski (1770)
- Walenty Jabłoński – subdelegat grodzki brański (1789)[9]

Wieś została umieszczona przez Glogera w spisie miejscowości ziemi bielskiej. W 1827 we wsi było 10 domów i 59 mieszkańców, a pod koniec XIX wieku 15 domów i 209 mieszkańców. Rosyjskie dane z 1891 informują o 15 gospodarstwach drobnoszlacheckich i 5 chłopskich. W sumie uprawiano tutaj 114 ha ziemi, w tym 87 ha gruntów ornych.
W 1921 we wsi istniało 14 domów i było 93 mieszkańców.

### Okres II wojny światowej
W okresie niemieckiej okupacji mieszkańcy Jabłoni-Dobek udzielali pomocy polskim partyzantom. We wsi funkcjonowała placówka Armii Krajowej.
8 marca 1944 roku w Jabłoni-Dobkach rozegrała się potyczka pomiędzy patrolem AK a niemiecką żandarmerią, w której wyniku zginął jeden Niemiec, a kilku zostało rannych. W odwecie jeszcze tego samego dnia żandarmi z okolicznych posterunków wsparci przez oddział Wehrmachtu przystąpili do pacyfikacji wsi. Większość mieszkańców zapędzono do jednego z budynków gospodarczych, który następnie podpalono i obrzucono granatami. Z obliczeń Jerzego Smurzyńskiego wynika, że w Jabłoni-Dobkach zamordowano wtedy 93 osoby, w tym 33 kobiety i 30 dzieci poniżej 15. roku życia. Inne źródła szacowały liczbę ofiar na 91–96 osób. Najmłodsza ofiara liczyła 6 miesięcy, najstarsza – 82 lata. Wśród zamordowanych znalazło się 82 mieszkańców wsi oraz 11 osób pochodzących z innych miejscowości. W czasie pacyfikacji spłonęło 17 domów mieszkalnych i 48 budynków gospodarczych. Ocalały tylko trzy gospodarstwa położone na skraju wsi.
Po wojnie wieś odbudowano. Na miejscu zbrodni wzniesiona została kaplica, a zbiorowy grób, w którym spoczęły ofiary, oznaczono nagrobkiem i krzyżem.

## Współcześnie
Wieś liczy 11 domów i 35 mieszkańców. Miejscowość posiada połączenie z drogą powiatową Wysokie Mazowieckie – Jabłoń Kościelna, sieć wodociągową i telefoniczną.

## Obiekty zabytkowe
- Krzyż przydrożny z 1896 r.
- Mogiła zbiorowa ofiar terroru niemieckiego z 1944 r[14].